# Asta Bang
Asta Margrethe Bang, født Rode (født 28. oktober 1903 på Capri, Italien, død 11. august 2000 på Frederiksberg) var en dansk forfatter og redaktør, der i henved 40 år arbejdede på de berlingske aviser. Hun var ældste datter af Edith og Helge Rode og søster til Gregers, Mikal og Ebbe Rode. Hun udgav sammen med sin mor nogle kogebøger og efter hendes død en bog om hende som kok og menneske.
Hun er begravet på Frederiksberg Ældre Kirkegård.